# 吹奏楽の時間
吹奏楽の時間（すいそうがくのじかん）は、朝日放送ラジオ（ABCラジオ）で2022年3月26日まで放送されていた吹奏楽・マーチングバンド専門の音楽番組。

## 概要
2011年4月と6月に、「月曜スペシャル」（毎週月曜日20:00 - 20:30）内で単発番組として放送。同年7月から2012年3月までは、同番組の放送枠を継承する格好で、月1回放送のレギュラー番組として編成された。2012年4月以降は、ヤマハの単独提供番組として、毎週日曜日の6:45 - 7:00に放送。茨城放送でも2020年3月まで放送された。
当番組では、吹奏楽の演奏経験がある和沙哲郎（放送開始の時点では朝日放送アナウンサー）がパーソナリティを担当。月替わりでテーマを決めたうえで、そのテーマに関する吹奏楽やマーチングバンドの演奏音源を流していた。また、番組の途中には、和沙によるヤマハからのインフォマーシャルをはさんでいた。
和沙は、朝日放送（旧法人）を定年で退職した2015年3月以降も、大阪芸術大学で客員教授を務めながらフリーアナウンサーとして当番組への出演を継続。単発番組から2021年の春までは、大阪府立淀川工業高校→大阪府立淀川工科高等学校の吹奏楽部を「高校日本一」の吹奏楽部に育てたことによって、2011年3月に同校から名誉教諭の称号を与えられていた丸谷明夫をレギュラーゲストに迎えていた。丸谷は全日本吹奏楽連盟の副理事長（後に理事長）や大阪音楽大学の特任教授（後に客員教授）を務めていた時期にも出演していたが、体調を崩したことがきっかけで2021年の夏から出演を休止。2021年12月7日（火曜日）に、膵頭部がんのため76歳で逝去した。遺族の意向で密葬が執り行われたことを受けて、当番組では、翌週（12日）放送分で和沙が丸谷の訃報や遺族からのメッセージを涙ながらに紹介。丸谷の淀川工業高校教諭時代（1974年）に同校の吹奏楽部が全日本吹奏楽コンクール全国大会へ初めて出場した際の演奏音源から2曲を流すことによって、追悼の意を示した。
ちなみに、ABCラジオでは2019年4月7日から同年9月27日まで、阪口佳澄（和沙の妻でフリーアナウンサー）がパーソナリティを務める『ドルチェ・クラシックチャンネル』（ドルチェ楽器の単独提供による管楽器専門の音楽番組）を当番組の約2時間後（毎週日曜日の8:25 - 8:40）に放送していた。
当番組は丸谷の逝去後も放送を続けていたが、2022年3月27日で終了。同年3月6日から最終回の前週（3月20日）までは、丸谷の薫陶を受けていた佐渡裕（指揮者）と和沙による対談や、佐渡と丸谷の関係を物語る吹奏楽の音源を3回にわたって放送した。なお、最終回の翌週（4月3日）からは、『さあやろう!ABCラジオ吹奏楽部です』（当番組と同じ趣旨で朝日放送テレビアナウンサーの桂紗綾がパーソナリティを務める番組）が放送枠とスポンサー（ヤマハ）を引き継いでいる。

## 関連記事
- 吹奏楽のひびき - 吹奏楽に焦点を当てたNHK-FMラジオの音楽番組。
- 伊藤史隆のラジオノオト - ABCラジオが2017年度からナイターオフ期間の火 - 金曜日を中心に編成している生放送番組で、和沙の朝日放送在籍中の部下（スポーツアナウンサーとしての同僚）であった伊藤史隆（朝日放送テレビアナウンサー）がパーソナリティを担当。2019年度以降のナイターオフ期間には、大阪市内の小学校で専科教員を務めるフリーアナウンサーの向井亜季がパートナーを務める曜日（2020年度までは火曜日→2021年度には木曜日）で「あきちゃん、あのね」（関西地方の学校の吹奏楽部に対する向井の取材ロケ企画）を定期的に放送している。
- 世界のマーチ - 世界各国で演奏されている行進曲を紹介していたTBSラジオ制作の番組で、ABCの放送対象地域である近畿広域圏では毎日放送でネット。